# Wimbledon Championships 2010
Die 124. Wimbledon Championships fanden vom 21. Juni bis zum 4. Juli 2010 in London statt. Ausrichter war auch diesmal der All England Lawn Tennis and Croquet Club.
Titelverteidiger im Einzel waren Roger Federer bei den Herren sowie Serena Williams bei den Damen. Im Herrendoppel waren dies Daniel Nestor und Nenad Zimonjić, im Damendoppel die Schwestern Serena und Venus Williams. Titelverteidiger im Mixed waren Anna-Lena Grönefeld und Mark Knowles.

## Herreneinzel
Setzliste
| Nr. | Spieler             | Erreichte Runde |
| --- | ------------------- | --------------- |
| 01. | Roger Federer       | Viertelfinale   |
| 02. | Rafael Nadal        | Sieg            |
| 03. | Novak Đoković       | Halbfinale      |
| 04. | Andy Murray         | Halbfinale      |
| 05. | Andy Roddick        | Achtelfinale    |
| 06. | Robin Söderling     | Viertelfinale   |
| 07. | Nikolai Dawydenko   | 2. Runde        |
| 08. | Fernando Verdasco   | 1. Runde        |
| 09. | David Ferrer        | Achtelfinale    |
| 10. | Jo-Wilfried Tsonga  | Viertelfinale   |
| 11. | Marin Čilić         | 1. Runde        |
| 12. | Tomáš Berdych       | Finale          |
| 13. | Michail Juschny     | 2. Runde        |
| 14. | Juan Carlos Ferrero | 1. Runde        |
| 15. | Lleyton Hewitt      | Achtelfinale    |
| 16. | Jürgen Melzer       | Achtelfinale    |
| 17. | Ivan Ljubičić       | 1. Runde        |

| Nr. | Spieler               | Erreichte Runde |
| --- | --------------------- | --------------- |
| 18. | Sam Querrey           | Achtelfinale    |
| 19. | Nicolás Almagro       | 1. Runde        |
| 20. | Stanislas Wawrinka    | 1. Runde        |
| 21. | Gaël Monfils          | 3. Runde        |
| 22. | Feliciano López       | 3. Runde        |
| 23. | John Isner            | 2. Runde        |
| 24. | Marcos Baghdatis      | 1. Runde        |
| 25. | Thomaz Bellucci       | 3. Runde        |
| 26. | Gilles Simon          | 3. Runde        |
| 27. | Ernests Gulbis        | Rückzug         |
| 28. | Albert Montañés       | 3. Runde        |
| 29. | Philipp Kohlschreiber | 3. Runde        |
| 30. | Tommy Robredo         | 1. Runde        |
| 31. | Victor Hănescu        | 3. Runde        |
| 32. | Julien Benneteau      | Achtelfinale    |
| 33. | Philipp Petzschner    | 3. Runde        |

## Dameneinzel
Setzliste
| Nr. | Spielerin           | Erreichte Runde |
| --- | ------------------- | --------------- |
| 01. | Serena Williams     | Sieg            |
| 02. | Venus Williams      | Viertelfinale   |
| 03. | Caroline Wozniacki  | Achtelfinale    |
| 04. | Jelena Janković     | Achtelfinale    |
| 05. | Francesca Schiavone | 1. Runde        |
| 06. | Samantha Stosur     | 1. Runde        |
| 07. | Agnieszka Radwańska | Achtelfinale    |
| 08. | Kim Clijsters       | Viertelfinale   |
| 09. | Li Na               | Viertelfinale   |
| 10. | Flavia Pennetta     | 3. Runde        |
| 11. | Marion Bartoli      | Achtelfinale    |
| 12. | Nadja Petrowa       | 3. Runde        |
| 13. | Shahar Peer         | 2. Runde        |
| 14. | Wiktoryja Asaranka  | 3. Runde        |
| 15. | Yanina Wickmayer    | 3. Runde        |
| 16. | Marija Scharapowa   | Achtelfinale    |
| 17. | Justine Henin       | Achtelfinale    |

| Nr. | Spielerin                    | Erreichte Runde |
| --- | ---------------------------- | --------------- |
| 18. | Aravane Rezaï                | 2. Runde        |
| 19. | Swetlana Kusnezowa           | 2. Runde        |
| 20. | Dinara Safina                | Rückzug         |
| 21. | Wera Swonarjowa              | Finale          |
| 22. | María José Martínez Sánchez  | Rückzug         |
| 23. | Zheng Jie                    | 2. Runde        |
| 24. | Daniela Hantuchová           | 2. Runde        |
| 25. | Lucie Šafářová               | 1. Runde        |
| 26. | Alissa Kleibanowa            | 3. Runde        |
| 27. | Marija Kirilenko             | 3. Runde        |
| 28. | Aljona Bondarenko            | 3. Runde        |
| 29. | Anastassija Pawljutschenkowa | 3. Runde        |
| 30. | Jaroslawa Schwedowa          | 2. Runde        |
| 31. | Alexandra Dulgheru           | 3. Runde        |
| 32. | Sara Errani                  | 3. Runde        |
| 33. | Melanie Oudin                | 2. Runde        |
| 34. | Kateryna Bondarenko          | 1. Runde        |

## Herrendoppel
Setzliste
| Nr. | Paarung                              | Erreichte Runde |
| --- | ------------------------------------ | --------------- |
| 01. | Daniel Nestor Nenad Zimonjić         | 2. Runde        |
| 02. | Bob Bryan Mike Bryan                 | Viertelfinale   |
| 03. | Lukáš Dlouhý Leander Paes            | 2. Runde        |
| 04. | Mahesh Bhupathi Maks Mirny           | Achtelfinale    |
| 05. | Łukasz Kubot Oliver Marach           | 1. Runde        |
| 06. | Mariusz Fyrstenberg Marcin Matkowski | 2. Runde        |
| 07. | Wesley Moodie Dick Norman            | Halbfinale      |
| 08. | Julian Knowle Andy Ram               | Achtelfinale    |

| Nr. | Paarung                          | Erreichte Runde |
| --- | -------------------------------- | --------------- |
| 09. | František Čermák Michal Mertiňák | 2. Runde        |
| 10. | Simon Aspelin Paul Hanley        | 2. Runde        |
| 11. | Marcel Granollers Tommy Robredo  | Viertelfinale   |
| 12. | John Isner Sam Querrey           | Rückzug         |
| 13. | Mardy Fish Mark Knowles          | 1. Runde        |
| 14. | Julien Benneteau Michaël Llodra  | Viertelfinale   |
| 15. | Marcelo Melo Bruno Soares        | 2. Runde        |
| 16. | Robert Lindstedt Horia Tecău     | Finale          |

## Damendoppel
Setzliste
| Nr. | Paarung                                            | Erreichte Runde |
| --- | -------------------------------------------------- | --------------- |
| 01. | Serena Williams Venus Williams                     | Viertelfinale   |
| 02. | Nuria Llagostera Vives María José Martínez Sánchez | Rückzug         |
| 03. | Nadja Petrowa Samantha Stosur                      | 2. Runde        |
| 04. | Gisela Dulko Flavia Pennetta                       | Halbfinale      |
| 05. | Liezel Huber Bethanie Mattek-Sands                 | Halbfinale      |
| 06. | Květa Peschke Katarina Srebotnik                   | Viertelfinale   |
| 07. | Lisa Raymond Rennae Stubbs                         | Viertelfinale   |
| 08. | Alissa Kleibanowa Francesca Schiavone              | Rückzug         |

| Nr. | Paarung                                   | Erreichte Runde |
| --- | ----------------------------------------- | --------------- |
| 09. | Chan Yung-jan Zheng Jie                   | 1. Runde        |
| 10. | Marija Kirilenko Agnieszka Radwańska      | 2. Runde        |
| 11. | Cara Black Daniela Hantuchová             | 2. Runde        |
| 12. | Iveta Benešová Barbora Záhlavová-Strýcová | 2. Runde        |
| 13. | Wera Duschewina Jekaterina Makarowa       | 2. Runde        |
| 14. | Monica Niculescu Shahar Peer              | 2. Runde        |
| 15. | Alicja Rosolska Yan Zi                    | 2. Runde        |
| 16. | Hsieh Su-wei Alla Kudrjawzewa             | 2. Runde        |

## Mixed
Setzliste
| Nr. | Paarung                              | Erreichte Runde |
| --- | ------------------------------------ | --------------- |
| 01. | Samantha Stosur Nenad Zimonjić       | Achtelfinale    |
| 02. | Cara Black Leander Paes              | Sieg            |
| 03. | Liezel Huber Mahesh Bhupathi         | 2. Runde        |
| 04. | Nuria Llagostera Vives Oliver Marach | 2. Runde        |
| 05. | Katarina Srebotnik Mark Knowles      | Achtelfinale    |
| 06. | Bethanie Mattek-Sands Daniel Nestor  | Achtelfinale    |
| 07. | Alissa Kleibanowa Maks Mirny         | Achtelfinale    |
| 08. | Yan Zi Mariusz Fyrstenberg           | Achtelfinale    |

| Nr. | Paarung                              | Erreichte Runde |
| --- | ------------------------------------ | --------------- |
| 09. | Iveta Benešová Lukáš Dlouhý          | Halbfinale      |
| 10. | Rennae Stubbs Marcelo Melo           | Halbfinale      |
| 11. | Lisa Raymond Wesley Moodie           | Finale          |
| 12. | Chan Yung-jan Paul Hanley            | Viertelfinale   |
| 13. | Jekaterina Makarowa Robert Lindstedt | 2. Runde        |
| 14. | Anabel Medina Garrigues Marc López   | Rückzug         |
| 15. | Jelena Wesnina Andy Ram              | 2. Runde        |
| 16. | Tathiana Garbin Marcin Matkowski     | 2. Runde        |

## Junioreneinzel
Setzliste
| Nr. | Spieler         | Erreichte Runde |
| --- | --------------- | --------------- |
| 01. | Jason Kubler    | Achtelfinale    |
| 02. | Agustín Velotti | 1. Runde        |
| 03. | Tiago Fernandes | Achtelfinale    |
| 04. | Duilio Beretta  | 1. Runde        |
| 05. | Jiří Veselý     | Achtelfinale    |
| 06. | Damir Džumhur   | Viertelfinale   |
| 07. | Denis Kudla     | Viertelfinale   |
| 08. | James Duckworth | Viertelfinale   |

| Nr. | Spieler              | Erreichte Runde |
| --- | -------------------- | --------------- |
| 09. | Renzo Olivo          | Viertelfinale   |
| 10. | Dominic Thiem        | 1. Runde        |
| 11. | Máté Zsiga           | 2. Runde        |
| 12. | Michail Birjukow     | Achtelfinale    |
| 13. | Márton Fucsovics     | Sieg            |
| 14. | Juan Sebastián Gómez | 2. Runde        |
| 15. | Roberto Quiroz       | 1. Runde        |
| 16. | Kevin Krawietz       | 2. Runde        |

## Juniorinneneinzel
Setzliste
| Nr. | Spielerin           | Erreichte Runde |
| --- | ------------------- | --------------- |
| 01. | Elina Switolina     | 1. Runde        |
| 02. | Irina Chromatschowa | Viertelfinale   |
| 03. | Tímea Babos         | Achtelfinale    |
| 04. | Karolína Plíšková   | 2. Runde        |
| 05. | Mónica Puig         | Achtelfinale    |
| 06. | Nastja Kolar        | 2. Runde        |
| 07. | Gabriela Dabrowski  | 1. Runde        |
| 08. | Laura Robson        | Halbfinale      |

| Nr. | Spielerin            | Erreichte Runde |
| --- | -------------------- | --------------- |
| 09. | Kristýna Plíšková    | Sieg            |
| 10. | Sachie Ishizu        | Finale          |
| 11. | An-Sophie Mestach    | Achtelfinale    |
| 12. | Ons Jabeur           | Viertelfinale   |
| 13. | Verónica Cepede Royg | 1. Runde        |
| 14. | Sofija Kowalez       | 1. Runde        |
| 15. | Julija Putinzewa     | Halbfinale      |
| 16. | Darja Gawrilowa      | 2. Runde        |

## Juniorendoppel
Setzliste
| Nr. | Paarung                                | Erreichte Runde |
| --- | -------------------------------------- | --------------- |
| 01. | Duilio Beretta Roberto Quiroz          | Achtelfinale    |
| 02. | Damir Džumhur Mate Pavić               | Achtelfinale    |
| 03. | Denis Kudla Raymond Sarmiento          | Achtelfinale    |
| 04. | Juan Sebastián Gómez Yasutaka Uchiyama | Viertelfinale   |

| Nr. | Paarung                          | Erreichte Runde |
| --- | -------------------------------- | --------------- |
| 05. | Peter Heller Kevin Krawietz      | Halbfinale      |
| 06. | Hugo Dellien Dominic Thiem       | 1. Runde        |
| 07. | Guilherme Clezar Tiago Fernandes | Viertelfinale   |
| 08. | Filip Horanský Jozef Kovalík     | 1. Runde        |

## Juniorinnendoppel
Setzliste
| Nr. | Paarung                             | Erreichte Runde |
| --- | ----------------------------------- | --------------- |
| 01. | Irina Chromatschowa Elina Switolina | Finale          |
| 02. | Karolína Plíšková Kristýna Plíšková | Viertelfinale   |
| 03. | Ons Jabeur Mónica Puig              | Halbfinale      |
| 04. | Tímea Babos Sloane Stephens         | Sieg            |

| Nr. | Paarung                            | Erreichte Runde |
| --- | ---------------------------------- | --------------- |
| 05. | Verónica Cepede Royg Cristina Dinu | Halbfinale      |
| 06. | An-Sophie Mestach Silvia Njirić    | Viertelfinale   |
| 07. | Nastja Kolar Chantal Škamlová      | Viertelfinale   |
| 08. | Darja Gawrilowa Ilona Kremen       | Achtelfinale    |

## Herrendoppel-Rollstuhl
Setzliste
| Nr. | Paarung                        | Erreichte Runde |
| --- | ------------------------------ | --------------- |
| 01. | Stéphane Houdet Shingo Kunieda | Finale          |
| 02. | Maikel Scheffers Ronald Vink   | Halbfinale      |

## Damendoppel-Rollstuhl
Setzliste
| Nr. | Paarung                             | Erreichte Runde |
| --- | ----------------------------------- | --------------- |
| 01. | Esther Vergeer Sharon Walraven      | Sieg            |
| 02. | Florence Gravellier Jiske Griffioen | Halbfinale      |